# نيك ستايتز
نيك ستايتز (بالإنجليزية: Nick Steitz)‏ هو لاعب كرة قدم أمريكية أمريكي، ولد في 18 أغسطس 1982 في لوس بانوس في الولايات المتحدة.